# Symphonon
Symphonon var ett musikinstrument som uppfanns av orgelbyggaren Andreas Åbergh under 1860-talet. Den har genomslående tungor. Instrumentet tog hela ackord istället för enstaka toner och blev prisbelönat på industriutställningen i Stockholm 1866.
Åbergh hade arrangerat koraler och hela den svenska mässmusiken för detta instrumentet.